# Irineu Gassen

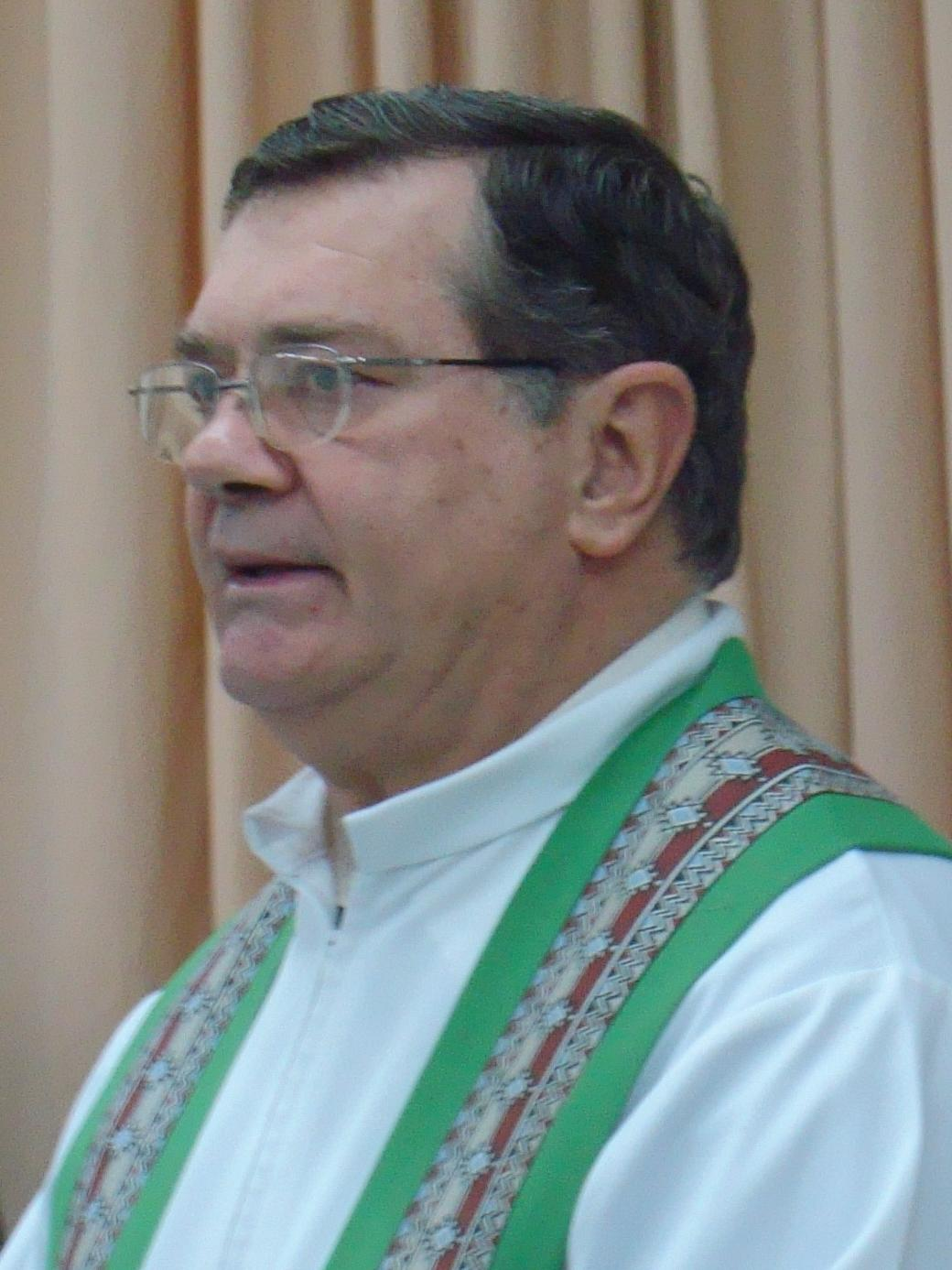
Irineu Gassen

Irineu Gassen OFM (* 24. November 1942 in Santa Cruz do Sul, Rio Grande do Sul, Brasilien) ist ein brasilianischer Ordensgeistlicher und emeritierter römisch-katholischer Bischof von Vacaria.

## Leben
Irineu Gassen trat der Ordensgemeinschaft der Franziskaner in der Provinz vom Heiligen Franziskus von Assisi (Brasilien) bei, legte 1966 die Profess ab und empfing am 27. Juli 1968 die Priesterweihe. Er war Provinzialminister seines Ordens und Pfarrer der Pfarrei „São João Batista“ in der Diözese Caxias do Sul.
2008 wurde er durch Papst Benedikt XVI. zum Bischof des Bistums Vacaria ernannt. Die Bischofsweihe spendete ihm am 27. Juli 2008 der Präfekt der Kongregation für den Klerus, Cláudio Kardinal Hummes OFM; Mitkonsekratoren waren sein Amtsvorgänger Bischof Orlando Octacílio Dotti OFMCap und der Bischof von Santa Cruz do Sul, Aloísio Sinésio Bohn.
Am 9. Mai 2018 nahm Papst Franziskus seinen altersbedingten Rücktritt an.